# Credibom-LA Aluminios-Marcos Car
Credibom-LA Aluminios-Marcos Car (código UCI: LAA) es un equipo ciclista portugués de categoría 
Continental.
Teniendo como base el club de ciclismo de Paredes, se convirtió en equipo profesional en 1996 con la denominación W52-Paredes Movel-Fibromade. Ese año estuvieron en sus filas Cândido Barbosa, Santos Hernández y Jesús Blanco.
Alternando entre la 2.ª y la 3.ª categoría hasta 2004, varios españoles integraron su plantilla en esa época como Ezequiel Mosquera, David Blanco, Alberto Benito y David Plaza. En la temporada 2001 el equipo tuvo prácticamente una base española cuando de los 18 ciclistas de la plantilla, 11 eran de esa nacionalidad.
Desde 2005, con la creación de los Circuitos Continentales UCI, siempre ha estado en la categoría continental (3.ª y última división del ciclismo profesional).
En 2009 el equipo perdió al principal patrocinador de entonces y a parte de la plantilla, cuando Fercase (empresa del rubro de abrasivos, lijas, barnices), retiró el patrocinio del equipo por problemas financieros. Fue reemplazado por la empresa fabricante de perfiles de aluminio L.A. Aluminios y en 2010 recompuso el equipo con varios ciclistas del desaparecido Liberty Seguros.

## Material ciclista
El equipo utiliza bicicletas Scott y componentes Shimano.

## Sede
El equipo tiene su sede en la freguesia de Rebordosa, Avenida Bombeiros Voluntarios, 134 (Paredes).

## Clasificaciones UCI
A partir de la temporada 2005 la UCI instauró los Circuitos Continentales UCI. El equipo ha estado participando desde la primera edición principalmente en las carreras del UCI Europe Tour, aunque también ha participado en otros circuitos continentales. Las clasificaciones del equipo y de su ciclista más destacado fueron las que siguen:

### UCI America Tour
| Temporada | Clasificación por equipos | Mejor corredor    | Posición |
| 2007-2008 | 26.º                      | Francisco Mancebo | 74.º     |
| 2008-2009 | 19.º                      | Héctor Aguilar    | 49.º     |
| 2017      | 11.º                      | Román Villalobos  | 14.º     |

### UCI Europe Tour
| Temporada | Clasificación por equipos | Mejor corredor    | Posición |
| 2005      | 40.º                      | Gerardo Fernández | 113.º    |
| 2005-2006 | 104.º                     | André Cardoso     | 681.º    |
| 2006-2007 | 100.º                     | Alexis Rodríguez  | 474.º    |
| 2007-2008 | 54.º                      | Francisco Mancebo | 80.º     |
| 2008-2009 | 69.º                      | Tino Zaballa      | 194.º    |
| 2009-2010 | 72.º                      | Hernâni Broco     | 316.º    |
| 2010-2011 | 50.º                      | Hernâni Broco     | 114.º    |
| 2011-2012 | 69.º                      | Hugo Sabido       | 91.º     |
| 2012-2013 | 73.º                      | Edgar Pinto       | 138.º    |
| 2013-2014 | 70.º                      | Edgar Pinto       | 104.º    |
| 2015      | 88.º                      | Hernâni Broco     | 313.º    |
| 2016      | 74.º                      | Amaro Antunes     | 320.º    |
| 2017      | 97.º                      | Edgar Pinto       | 536.º    |
| 2018      | 143.º                     | Nuno Almeida      | 1864.º   |
| 2019      | 107.º                     | António Barbio    | 1544.º   |

### UCI Oceania Tour
| Temporada | Clasificación por equipos | Mejor corredor | Posición |
| 2008-2009 | 21.º                      | Hugo Sabido    | 61.º     |

## Palmarés
Para años anteriores véase:Palmarés del Credibom-LA Aluminios-Marcos Car

### Palmarés 2025

#### Circuitos Continentales UCI
| Fechas      | Circuito             | Carreras                          | Ganador    |
| 9 de agosto | UCI Europe Tour 2025 | 3.ª etapa de la Vuelta a Portugal | Hugo Nunes |

## Plantilla
Para años anteriores véase:Plantillas del Credibom-LA Aluminios-Marcos Car

### Plantilla 2025
| Nombre           | Nacimiento | Nacionalidad | Equipo 2024                      |
| Duarte Domingues | 29/02/2004 | Portugal     | Sabgal Anicolor                  |
| Emanuel Duarte   | 24/01/1997 | Portugal     | Credibom-LA Alumínios-Marcos Car |
| Daniel Jorge     | 02/11/2004 | Portugal     | Neo (Óbidos Cycling Team)        |
| Gonçalo Leaça    | 29/10/1997 | Portugal     | Credibom-LA Alumínios-Marcos Car |
| João Medeiros    | 04/08/2000 | Portugal     | Credibom-LA Alumínios-Marcos Car |
| Alexandre Montez | 06/01/2002 | Portugal     | Credibom-LA Alumínios-Marcos Car |
| Diogo Narciso    | 19/11/2001 | Portugal     | Credibom-LA Alumínios-Marcos Car |
| Hugo Nunes       | 17/11/1996 | Portugal     | Rádio Popular-Paredes-Boavista   |
| João Oliveira    | 22/11/2002 | Portugal     | Credibom-LA Alumínios-Marcos Car |
| Diogo Pinto      | 21/02/2003 | Portugal     | Neo (Óbidos Cycling Team)        |